# Romont (Berno)
Romont (niem. Rothmund) – gmina (niem. Einwohnergemeinde) w północno-zachodniej Szwajcarii, w kantonie Berno, w regionie administracyjnym Berner Jura, w okręgu Berner Jura. 31 grudnia 2020 roku liczyła 202 mieszkańców. 

## Demografia
Według danych z 2000 r. 52,8% mieszkańców gminy była francuskojęzyczna, 41,1% niemieckojęzyczna, a 2,5% włoskojęzyczna. Na dzień 31 grudnia 2020 obcokrajowcy stanowili 14,4% ogółu mieszkańców.